# برج الركني
برج الركني أو برج الروكني أو البرج الكبير أو السقالة الجديدة هو برج تاريخي يقع في الجزء الغربي من سور المدينة العتيقة لسلا بالمغرب، و يطل على المحيط الأطلسي. بُني البرج سنة 1853 بتعليمات من السلطان أبو الفضل عبد الرحمن بن هشام، وذلك لحماية الواجهة البحرية لمدينة سلا بعد قصقها من طرف الأسطول الفرنسي سنة 1851. كان البرج يشمل 17 مدفعا موجّهة صوب المحيط، وكان مكان تجمّع حراس المدينة لمتابعة الحركة البحرية حولها.
سنة 1989، تمّ تصوير أجزاء من فيلم ألف ليلة وليلة الفرنسي الإيطالي (من بطولة كاثرين زيتا جونز) في برج الركني.
حاليا، تحوّل البرج إلى متحف يعرض بعض الأدوات الحربية القديمة التي اشتهر بها قراصنة سلا خلال فترة الجهاد البحري.